# Marian Truszczyński
Marian Janusz Truszczyński (ur. 21 lipca 1929 w Lubawie, zm. 8 czerwca 2020 w Puławach) – polski lekarz weterynarii, profesor doktor habilitowany nauk weterynaryjnych, specjalizujący się w mikrobiologii weterynaryjnej i epizootiologii.

## Życiorys
W 1953 roku ukończył studia na Wydziale Weterynaryjnym Wyższej Szkoły Rolniczej we Wrocławiu. W czasie 1960–1961 był stypendystą Fundacji Rockefellera w USA. Od 1965 roku należał do PZPR. W latach 1972–2001 był dyrektorem Państwowego Instytutu Weterynaryjnego w Puławach. Był też kierownikiem Zakładu Mikrobiologii. Członek wielu komitetów, między innymi Komitetu Mikrobiologii i Biotechnologii PAN, w latach 1973–1982 Wiceprezydent, a w latach 1982–2003 Prezydent Komisji Standardów OIE, gdzie istotnie przyczynił się do ujednolicenia metod laboratoryjnej diagnostyki chorób zakaźnych zwierząt. Autor wielu publikacji, podręczników (np. Bakteriologia weterynaryjna). Prowadził liczne badania nad wieloma patogenami zwierzęcymi, np. nad Salmonella spp., czy grzybami toksynotwórczymi. Opracował między innymi budowę antygenową włoskowca różycy. Laureat wielu nagród i odznaczeń, między innymi Krzyża Komandorskiego z Gwiazdą Orderu Odrodzenia Polski oraz trzech doktoratów honoris causa.
Pełnione funkcje:
- Wiceprezes Oddziału Polskiej Akademii Nauk w Lublinie
- Członek Prezydium Polskiej Akademii Nauk

## Wybrane publikacje
- Bakteriologia weterynaryjna (1969, 1977, 1984)
- The Antigenic Structure of Virulent and Avirulent Strains of Erysipelothrix rhusiopathiae I-IV, "American Journal of Vererinary Research", 1961
- Charakterystyka immunologinczna wyciągów antygenowych uzyskanych różnymi metodami z bakterii. I. Drobnoustroje z rodzaju Salmonella i Escherichia. "Arch. Immunol. et. Ther. Exper., 1963
- The Evaluation of the O nad K Antigens as Indicators of Pathogenicity of E. coli Strains Isolated from Swine Colibacteriosis, "Zbl. Vet. Med." 1979
- Occurrence of Mannose Resistant Hemagglutinins in Escherichia coli Strains Isolated from Porcine Colibacteriosis, "Comp. Immun. Microbiol. Infect. Dis.", 1987
- Affinity of Microorganisms of the Genus Ureaplasma to the Reproductive Organs of Cattle. "Comp. Immun. Microbiol. Infect. Dis.", 1988
- Prevention of Salmonella typhimurium Caecal Colonization by Different Preparations for Competitive Exclusion. "Comp. Immun. Microbiol. Infect. Dis.", 1997
- Rapid and Specific Differentiation of Enterotoxin-Producing Escherichia coli Strains from Other Gram-Negative Enteric Bacteria Using Multiplex, PCR, "Berl. Münch. Tierärztl. Wschr." 2000
- OIE Quality Standard and Guidelines for Veterinary Laboratories: Infectious Diseases, "World Organization for Animal Health (OIE)", Paris, 2002
- Komitety PAN - ich strategiczna i integracyjna rola z uwzględnieniem procesów innowacyjnych. "Nauka" 2, 2001
- Działalność i osiągnięcia Wydziału Nauk Rolniczych, Leśnych i Weterynaryjnych PAN na tle 50-lecia Polskiej Akademii Nauk oraz zamierzenia na lata następne. "Postępy Nauk Rolniczych", 6, 2002.

## Nagrody
- Nagroda I stopnia Prezesa Rady Ministrów (1994)
- Nagroda Wydziału V Nauk Rolniczych i Leśnych PAN (1963)
- Nagroda zespołowa I stopnia Ministra Nauki, Szkolnictwa Wyższego i Techniki za podręcznik Zarys Mikrobiologii Weterynaryjnej (1984)
- Nagroda Polskiego Towarzystwa Nauk Weterynaryjnych I stopnia za podręcznik Bakteriologia weterynaryjna (1986)
- nagrody zespołowe resortowe I stopnia (Ministra Rolnictwa – 1974, 1983, Ministra-Kierownika Urzędu Postępu Naukowo-Technicznego i Wdrożeń – 1987), nagroda resortowa zespołowa II-stopnia  Ministra Rolnictwa

## Odznaczenia
- Krzyż Komandorski z Gwiazdą Orderu Odrodzenia Polski (1988)
- Krzyż Komandorski Orderu Odrodzenia Polski
- Krzyż Kawalerski Orderu Odrodzenia Polski
- Medal 30-lecia Polski Ludowej
- Medal 40-lecia Polski Ludowej
- Złoty Medal „Za zasługi dla obronności kraju”[2]
- Odznaka „Zasłużony Pracownik Rolnictwa”
- Złoty Medal Światowej Organizacji Zdrowia Zwierząt OIE (1995)
- Medal im. Michała Oczapowskiego (2004)
- Pro Scientia Veterinaria Polona Polskiego Towarzystwa Nauk Weterynaryjnych (1983)
- Medal Komisji Edukacji Narodowej (1978).